# Ulaema lefroyi
Ulaema lefroyi is een straalvinnige vissensoort uit de familie van de mojarra's (Gerreidae). De wetenschappelijke naam van de soort is voor het eerst geldig gepubliceerd in 1874 door Goode.